# 巴统塔
巴统塔是位於格魯吉亞巴統的摩天大樓，高200公尺（660英尺），於2012年啟用，現為格魯吉亞第二高的建築。
該塔採用現代主義設計，獨特之處在於大樓26樓立面一角嵌有一座摩天輪。